# Don Quixote (filme de 2015)
Don Quixote (bra: Dom Quixote) é um filme de drama e aventura estadunidense de 2015 estrelado por Carmen Argenziano, Horatio Sanz, Luis Guzman, James Franco, Lin Shaye e Reinaldo Zavarce. É baseado no romance homônimo de Miguel de Cervantes.

## Elenco
- Carmen Argenziano como Dom Quixote
- Horatio Sanz como Sancho Pança/Narrador
- Luis Guzmán como Fazendeiro
- James Franco como Pasamonte
- Lin Shaye como A Grande Dama
- Vera Cherny como Dulcinea
- Lorena McGregor como Antonia
- Anthony Skordi como Pai Nicolas
- Reinaldo Zavarce como Miguel